# RUS Binchoise
RUS Binchoise was een Belgische voetbalclub uit Binche. De club was aangesloten bij de KBVB met stamnummer 4170 en had geel en blauw als kleuren. De club speelde in haar bestaan bijna twee decennia in de nationale reeksen. Op 30 januari 2019 fuseerde de club met plaatsgenoot Jeunesse Entente Binchoise tot RUS Binche. De nieuwe club ging verder onder het stamnummer van RJEB.

## Geschiedenis
Tijdens het interbellum speelde in Binche voetbalclub FC Binchois, dat was aangesloten bij de Belgische Voetbalbond. Deze club speelde in de jaren 30 vier seizoenen in Bevordering, in die tijd het derde niveau.
In 1942 verzamelden verschillende lokale ploegen uit Binche, waaronder FC Binchois, zich en ontstond Union Sportive Binchoise (US Binchoise). De club sloot zich in 1944 bij de Voetbalbond aan met het nieuwe stamnummer 4170. In 1952 werd de club koninklijk en heette voortaan RUS Binchoise. De club bleef in de provinciale reeksen spelen, tot men in 1955 de nationale bevorderingsreeksen, ondertussen Vierde Klasse, bereikte. Men draaide er een paar seizoenen mee in de middenmoot, maar door een laatste plaats in 1958 zakte de club na drie seizoenen weer naar de provinciale reeksen. Twee seizoenen later, in 1960, keerde men al terug in Vierde Klasse. Deze terugkeer was echter van korte duur, want na een voorlaatste plaats in 1962 zakte Binche na twee seizoenen alweer naar Eerste Provinciale.
RUS Binchoise bleef de volgende jaren in de Henegouwse provinciale reeksen spelen, tot de club in 1982 na 20 jaar weer naar Vierde Klasse promoveerde. Binche eindigde het eerste seizoen na de terugkeer in de middenmoot en nog een jaar later slaagde het er zelfs in zijn reeks te winnen. De club stootte zo in 1984 door naar Derde Klasse. Men kon zich twee jaar handhaven op dit niveau, maar 1987 eindigde men op ruime afstand allerlaatste en zo zakte men na drie seizoenen weer naar Vierde Klasse.
In Vierde Klasse bleef Binchoise de volgende seizoenen meespelen met de beteren. In 1990 strandde men op een tweede plaats, op amper twee punten van reekswinnaar RFC Tilleur-Saint-Nicolas. Ook in 1993 eindigde Binche op een tweede plaats, nu op twee punten van RCS Verviétois en werd opnieuw de promotie nipt gemist. Een jaar later eindigde men vijfde, maar werd wel een plaats in de eindronde gehaald. Na winst tegen KFC Dessel Sport werd men daar echter uitgeschakeld door Wezel Sport FC. Het zou het einde zijn van de goede periode in Vierde Klasse. Het volgende seizoen eindigde Binchoise immers al allerlaatste met nauwelijks 9 punten en zo zakte de club in 1995 na 13 jaar nationaal voetbal weer naar de provinciale reeksen.
RUS Binchoise keerde volgende jaren niet maar terug op het nationale niveau en in het begin van de 21ste eeuw zakte de club verder weg naar Tweede en Derde Provinciale.